# Makulierung
Makulierung bedeutet, Bücher unentgeltlich aus dem Verkehr zu ziehen. Ein Grund dafür kann wirtschaftlicher Natur sein, wenn ein Verkauf trotz sehr niedrigen Preises keine Erlöse einbringt. Die Restbestände werden dann eingestampft und als Altpapier entsorgt. Manchmal werden Bücher auch aus rechtlichen Gründen zurückgerufen, beispielsweise bei Verletzung des Persönlichkeitsrechts. Makulierung erfolgt auch, wenn eine gewisse Anzahl der Druckauflage extrem beschädigt ist (Mängelexemplar) und ein Verkauf dieser Exemplare an die Modernen Antiquariate erfolglos geblieben ist.
Nach Schätzungen aus dem Jahr 2001 werden jährlich etwa 16 Millionen Bücher makuliert.

## Wortherkunft
Im Mittellateinischen bedeutet maculatura „beflecktes, schadhaftes Stück“, was sich vom Lateinischen maculare „fleckig machen, besudeln“, bzw. macula „Makel“ ableitet.